# Tiszabábolna
Tiszabábolna là một thị trấn thuộc hạt Borsod-Abaúj-Zemplén, Hungary. Thị trấn này có diện tích 32,71 km², dân số năm 2010 là 378 người, mật độ 12 người/km².